# Убиство Амија Шахорија
Дана 18. септембра 1972. године, писмо-бомба послато из Амстердама Амбасади Израела у Лондону убило је др. Амија Ј. Шахорија (44 године), израелског аташеа за пољопривреду у израелским амбасадама у Уједињеном Краљевству и у Скандинавији. У експлозији је повријеђен Тиодор Кадар, Шахоријева замјена. Шахори је у Лондону био од 1968. године. Његова улога у амбасади била је да промовише израелске пољопривредне производе. Био је стручњак за земљиште и дипломац Универзитета Калифорније и Хебрејског универзитета у Јерусалиму.

## Кампања слања писмо-бомби
Почетком септембра, званични Радио Елгиза Палестинске ослободилачке организације издао је упозорење да ће за десет дана започети кампању слања писмо-бомби. Писма су послата израелским дипломатским мисијама у Сјеверној и Јужној Америци и у Европи.
Укупно је откривено осам писмо-бомби упућених амбасади у Лондону. Послије напада, безбједносни званичници открили су још три поштанске бомбе адресиране на високе израелске званичнике у амбасади. Још четири писмо-бомбе откривене су у канцеларији за разврставање Краљевске поште.
Израелски амбасадор Мајкл Комеј окривио је палестинску милитантну групу Организација Црни септембар, која је двије седмице раније извела Минхенски покољ. У једном од писама затечен је летак те групе.
У израелској амбасади и у синагоги Мермерни лук одржана је заједничка комеморација за Шахорија и за 11 жртава Минхенског покоља, а којој су присуствовали Комеј и главни рабин Британије Имануел Јакобовиц.

## Реакције
Алек Даглас-Хом, британски министар спољних послова, рекао је да је Британија „згрожена овим подлим терористичким актом“.